# Mislav Radoš
Mislav Radoš (* 31. Januar 1988 in Varaždin) ist ein kroatischer Fußballspieler. Der Mittelfeldspieler besitzt sowohl die kroatische als auch die deutsche Staatsbürgerschaft.

## Werdegang
Radoš wuchs in Deutschland auf. Er spielte in der Jugend des FC Bayern München und der SpVgg Unterhaching. Beim NK Varteks Varaždin debütierte er 2007 in der 1. HNL. Zudem spielte er in der kroatischen U-17- und der U-19-Nationalmannschaft. Bei der U-17-Europameisterschaft 2005 belegte er mit der Auswahlmannschaft den vierten Platz.
Im Januar 2008 folgte Radoš einem Angebot des FSV Oggersheim, um dem Verein im Kampf um den Klassenerhalt in der Regionalliga Süd zu unterstützen. Nachdem man im Sommer abgestiegen war, wechselte er innerhalb Deutschlands zum SSV Ulm 1846. Obwohl er sich hier nicht durchsetzen konnte, bekam er ein Angebot des SC Heerenveen. Dies lag daran, dass sein Cousin Danijel Pranjić ihn dem Klub vermittelte. Beim niederländischen Klub spielte er in der zweiten Mannschaft. Gemeinsam mit seinem Zwillingsbruder Grgur, der zuvor bei der zweiten Mannschaft des Hamburger SV spielte, schloss er sich im Sommer 2010 dem Bezirksligisten VfR Jettingen aus dem schwäbischen Jettingen-Scheppach an.